# Carroll Sembera
Carroll William Sembera (né le 26 juillet 1941 à Shiner, Texas, États-Unis, et mort au même endroit le 15 juin 2005) est un lanceur de relève droitier de la Ligue majeure de baseball. Il joue pour les Astros de Houston de 1965 à 1967 et pour les Expos de Montréal en 1969 et 1970.

## Biographie
Carroll Sembera fait ses débuts dans le baseball majeur avec Houston le 28 septembre 1965. Le dernier de ses deux matchs pour les Astros cette année-là est son seul dans les majeures comme lanceur partant. De 1965 à 1968, il dispute 71 matchs des Astros et lance un total de 100 manches. Sa moyenne de points mérités se chiffre à 4,14 avec 3 victoires, 9 défaites et 4 sauvetages.
Après une saison hors du jeu, Sembera est réclamé par les Expos de Montréal au repêchage de la règle 5 de décembre 1968.
Il fait partie de l'édition originale des Expos de Montréal qui débute dans la Ligue nationale de baseball en 1969. Il est le dernier lanceur envoyé au monticule dans le premier match de l'histoire de la franchise, le 8 avril 1969 contre les Mets de New York : il affronte 3 frappeurs, donnant un simple, un but-sur-balles et mettant fin à la manche sur un retrait sur des prises.
En 23 apparitions au monticule, toutes en relève, pour les Expos de 1969, Sembera maintient une moyenne de points mérités de 3,55 en 33 manches lancées. Il réalise deux sauvetages. Le droitier apparaît dans 5 matchs du club en 1970, sa dernière année dans les majeures. Il accorde alors 14 points en 6 manches et deux tiers, élevant sa moyenne de points mérités à 6,13 en 28 matchs et 39 manches et deux tiers au total dans sa carrière montréalaise.
Carroll Sembera a joué 99 matchs sur 5 ans dans les majeures. Sa moyenne de points mérités s'élève à 4,70 en 139 manches et deux tiers. Il compte 3 victoires, 11 défaites, 6 sauvetages et 94 retraits sur des prises.
Après sa carrière de joueur, Carroll Sembera travaille pour le bureau de recrutement de la Ligue majeure de baseball, puis est dépisteur pendant 11 ans pour l'équipe des Mariners de Seattle. C'est notamment lui qui insista pour que le jeune lanceur Freddy García soit exigé par les Mariners lorsque le club échangea son lanceur étoile Randy Johnson aux Astros de Houston en 1998,.
Sembera s'éteint à l'âge de 64 ans le 15 juin 2005.